# Штефан-чел-Маре (Олт)
Штефан-чел-Маре (рум. Ștefan cel Mare) — село у повіті Олт в Румунії. Входить до складу комуни Штефан-чел-Маре.
Село розташоване на відстані 165 км на південний захід від Бухареста, 70 км на південь від Слатіни, 66 км на південний схід від Крайови.

## Населення
За даними перепису населення 2002 року у селі проживали 1355 осіб.
Національний склад населення села:
| Національність | Кількість осіб | Відсоток |
| -------------- | -------------- | -------- |
| румуни         | 1344           | 99,2%    |
| цигани         | 10             | 0,7%     |

Рідною мовою назвали:
| Мова      | Кількість осіб | Відсоток |
| --------- | -------------- | -------- |
| румунська | 1344           | 99,2%    |
| циганська | 10             | 0,7%     |